# Torneio de tênis do Rio de Janeiro
O torneio de tênis do Rio de Janeiro compreende os eventos profissionais de tênis que acontecem ou aconteceram no Rio de Janeiro, no Brasil. No calendário de elite, foi combinado masculino e feminino até 2016.
Atualmente, possui o nome comercial de Rio Open e recebe apenas o torneio ATP.
Os torneios são/foram:
- ATP do Rio de Janeiro, torneio masculino organizado pela Associação de Tenistas Profissionais, na categoria ATP 500;
- WTA do Rio de Janeiro, torneio feminino organizado pela Associação de Tênis Feminino, na categoria WTA International.

Rio Open é o nome comercial para os torneios de nível ATP e WTA no Rio de Janeiro a partir de 2014. Foi combinado entre gêneros durante três edições, e depois seguiu apenas como masculino.